# Art des jardins

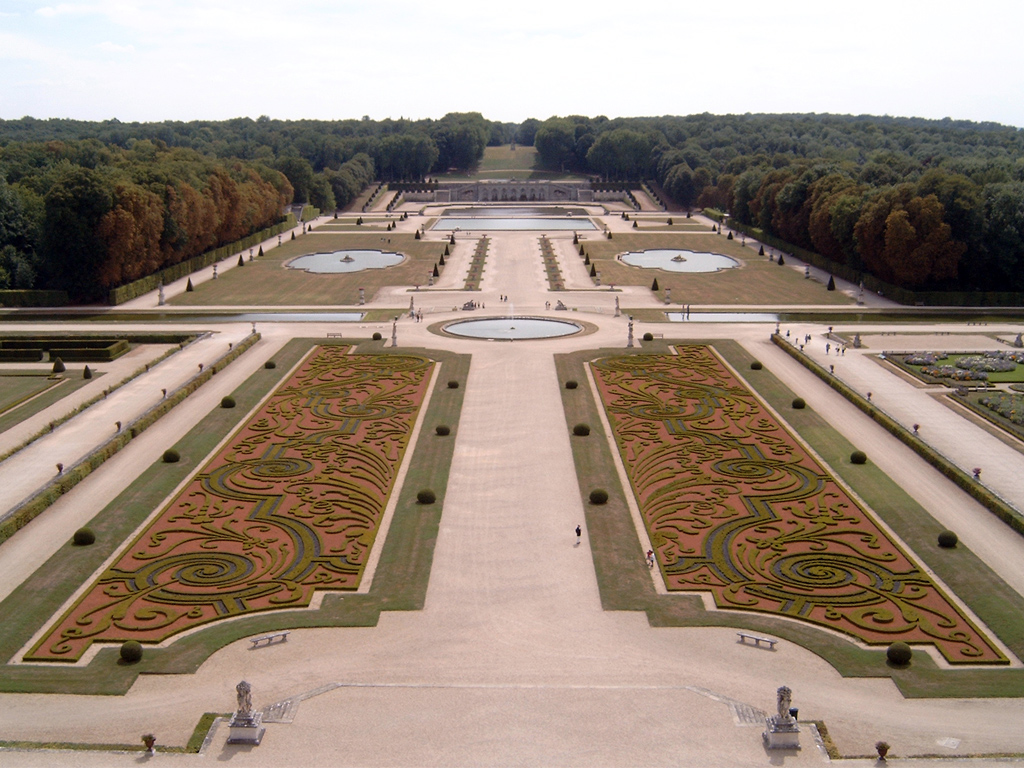
Le parc du château de Vaux-le-Vicomte

L'art des jardins est la planification et la conception en art et en architecture paysagère, d'espaces ouverts privés ou publics limités utilisant des plantes, des allées, des remblais, des nivellements, des éléments architecturaux, des jeux d'eau, des rondelles de fleurs ou des sculptures. L'art va au-delà de la simple utilisation du paysage et du jardin et est l'expression d'un certain style d'esthétique, d'art, de culture et d'architecture d'une époque.
L'art du jardin est le précurseur de l'architecture de jardin ou de paysage, dans laquelle les aspects scientifiques et techniques sont au premier plan. L'art des jardins en tant que forme d'art a atteint son apogée à l'époque baroque. Les parcs du château de Vaux-le-Vicomte et du château de Versailles, par exemple, ont été conçus conformément aux idéaux sociaux, paysagers et naturels dominants du baroque.
Sont généralement considérés comme de l’art des jardins les parcs et les jardins conçus à des fins de représentation. Mais fondamentalement, un jardin d' agrément ou un potager privé peut aussi être une œuvre d'art.
Le land art, quant à lui, se trouve généralement en dehors des jardins délimités.

## Histoire
Depuis l'Antiquité, des espaces verts et ouverts conçus avec soin et esthétiquement sont documentés dans les villes en relation avec les domaines ruraux.
Dans l'Egypte ancienne, il y avait de vastes jardins autour des pyramides, des tombeaux et des temples, car outre la nourriture et les boissons, des plantes et des fleurs étaient également sacrifiées en l'honneur des morts et des dieux.
Les légendaires jardins suspendus de Sémiramis en Mésopotamie, l'une des sept merveilles du monde, sont un exemple bien connu de l'art des jardins anciens. Les jardins persans s'appuient également sur une tradition de plus de 3000 ans, typique de l'Iran et des régions voisines. La situation est analogue à celle de l'art des jardins en Chine et des jardins japonais.
Créé en 1750, l'ancien Palais d'Été Yuánmíng Yuán était une merveille de l'art chinois, considéré par les Chinois comme le palais des palais. En Occident, les pavillons et les jardins avec fontaines et jeux d'eau, réalisés sous la direction de deux pères jésuites, Giuseppe Castiglione et Michel Benoist et terminés en 1760, sont connus sous le surnom de Versailles Chinois. En 1860, lors de la seconde guerre de l'opium, sous le règne de l'empereur Xianfeng, tout le site est pillé et saccagé par les troupes franco-britanniques. Aujourd'hui, la destruction de l'ancien Palais d'Été est considérée comme un symbole de l'agression étrangère et de l'humiliation de la Chine.
Depuis environ 1720, sous l'influence de ces jardins d'Asie de l'Est et de Chine, et en contraste délibéré avec le jardin baroque français, le jardin paysager anglais a émergé en Angleterre, qui se distingue par la mise en valeur de la Nature, et s'oppose au jardin baroque au caractère géométrique et construit.
En 1758, les jardins d'eau des jardins d'Annevoie sont créés par Charles-Alexis de Montpellier (1717-1807), au château d'Annevoie. S’inspirant de ses nombreux voyages en Europe, il construit des perspectives de jardin à la française, agrémentées d’effets d’eau de jardin à l'italienne et de paysages de jardin à l'anglaise . Site classé monument historique depuis 1982 .
Dans sa Théorie de l'art des jardins (1775), Christian Cay Lorenz Hirschfeld a plaidé pour des jardins romantiques sensibles, dans le style paysager anglais.
Dans l'art paysager allemand souvent méconnu, quatre jardins méritent l'attention : Au XVIIIe siècle, le parc de Sans Souci de Frédéric II de Prusse , au XIXe celui de Linderhof de Louis II de Bavière ; au début du XXe, le jardin de l'île de Mainau  de Lennart Bernadotte, et enfin aujourd’hui, au XXIe, le jardin de Merzig .
Dans la seconde moitié du XIXe siècle, Jean Gindra (1788 – 1867) a conçu un grand nombre de jardins et de parcs de style paysager anglais en Belgique et dans le sud des Pays-Bas, commandés, entre autres, par Petrus Regout, industriel de Maastricht . Jean Gindra crée en 1851 le parc du château de Lophem (Flandre occidentale) qui comporte des étangs, des grottes et un labyrinthe, et qui est repris dans le Réseau Européen du Patrimoine des Jardins (European Garden Heritage Network – EGHN).
Aux expositions universelles de Paris de 1867 et de 1878, un enclos japonais et sa ferme ont une place dans les jardins du Trocadéro. Le  jardin japonais de l’Exposition Universelle de 1889 a grand succès : l’arbre nain ou bonsaï fait sensation . M. Kasawara présente vingt-deux variétés de lis du Japon Kanoko-yuri (Lilium speciosum) et remporte une médaille d’or. Un artiste inconnu peint la case de Kawasara. Le marchand et critique d’art Siegfried Bing joue un rôle moteur dans la diffusion du japonisme, puis de l'Art Nouveau (Maison Bing) . 
La Société allemande pour l'art des jardins et la culture du paysage (Deutsche Gesellschaft für Gartenkunst und Landschaftskultur, en abrégé DGGL)  publie depuis 1899 la revue "Die Gartenkunst" qui traite de l'art des jardins, de l'histoire et de la préservation des parcs, jardins et espaces verts historiques. Aujourd'hui, Die Gartenkunst est la principale revue internationale dans ce domaine en Europe.
Vers 1899, Gertrude Jekyll et Edwin Lutyens aménagent le bois des Moutiers (12 hectares) qui mêle la nature organisée et la végétation sauvage .